# Susana Blaustein Muñoz
Susana Blaustein Muñoz (* 1953 in Argentinien) ist eine argentinische Filmregisseurin.

## Leben
Muñoz wuchs in Argentinien auf. Sie ist jüdischen Glaubens und zog 1972 für sieben Jahre nach Israel. Dort studierte sie Kunst an der Bezalel Academy of Arts and Design und war als Nachrichtenredakteurin für das israelische Fernsehen tätig. Danach ging sie in die Vereinigten Staaten und erlangte einen Masterabschluss im Fach Film am San Francisco Art Institute.
Muñoz’ erster Film Susana (1980) entstand während ihres Studiums am San Francisco Art Institute. In der autobiografischen, experimentellen Schwarz/Weiß-Dokumentation befragt sie Familienmitglieder, Freunde und ehemalige Beziehungspartner, was diese über sie denken. Hierbei kommt auch ihre finnisch-schwedische Ex-Freundin Christina zu Wort, die sie Ende der 1970er Jahre in Stockholm kennengelernt hatte. 2013 schuf Muñoz eine Art Fortsetzung zu diesem Handlungsstrang mit ihrem Kurz-Dokumentarfilm Old Love Dies Hard. Darin nehmen die beiden Frauen 35 Jahre später Kontakt auf und werden wieder ein Liebespaar.
Zusammen mit Lourdes Portillo, ebenfalls eine ehemalige Studentin des San Francisco Art Institute, drehte Muñoz ihren bekanntesten Dokumentarfilm, Die Mütter der Plaza del Mayo (Las Madres de la Plaza de Mayo, 1985). Er handelt von den Madres de Plaza de Mayo, einer Organisation argentinischer Frauen, die gegen das Verschwinden ihrer Kinder während des Schmutzigen Krieges demonstrierten. Muñoz, die Argentinien vor Beginn der Militärdiktatur von 1976 bis 1983 verlassen hatte, kam über ihre Schwester, die neun Jahre im Exil lebte, in Kontakt zu der Thematik. Zudem gehörte einer ihrer früheren Schulfreunde zu den „Verschwundenen“. Portillo und Muñoz agierten beide als Produzenten, Regisseure und Drehbuchautoren des Films, an dem sie drei Jahre lang arbeiteten. Er wurde bei der Oscarverleihung 1986 für einen Oscar in der Kategorie „Bester Dokumentarfilm“ nominiert und gewann 20 weitere Auszeichnungen.
Nach diesem Erfolg finanzierte der PBS die Fertigstellung des Dokumentarfilms La Ofrenda: The Days of the Dead (1989), wiederum eine Kooperation von Muñoz und Portillo. Der Film, dessen Titel auf den Tag der Toten Bezug nimmt, vergleicht die festlichen Rituale von Mexikanern und Chicanos in San Francisco an diesem Feiertag.
Gemeinsam mit Erica Marcus schuf Muñoz außerdem den Dokumentarfilm My Home, My Prison (1993). Dieser beruht auf der gleichnamigen Autobiografie der palästinensischen Journalistin und Mutter von Suha at-Tawil, Raymonda Tawil. Ausschnitte aus dem Buch werden darin mit Archivfilmmaterial, Interviews und nachgespielten Szenen kombiniert.
Muñoz lebt inzwischen wieder in ihrer argentinischen Heimatstadt Mendoza.

## Filmografie
- 1980: Susana (Kurz-Dokumentarfilm)
- 1985: Die Mütter der Plaza del Mayo (Las Madres de la Plaza de Mayo, Dokumentarfilm)
- 1989: La Ofrenda – The Days of The Dead (Dokumentarfilm)
- 1993: My Home, My Prison (Dokumentarfilm)
- 1995: Ave Phoenix (Kurzfilm)
- 2013: Old Love Dies Hard (Kurz-Dokumentarfilm)